# Mezzaluna Fertile

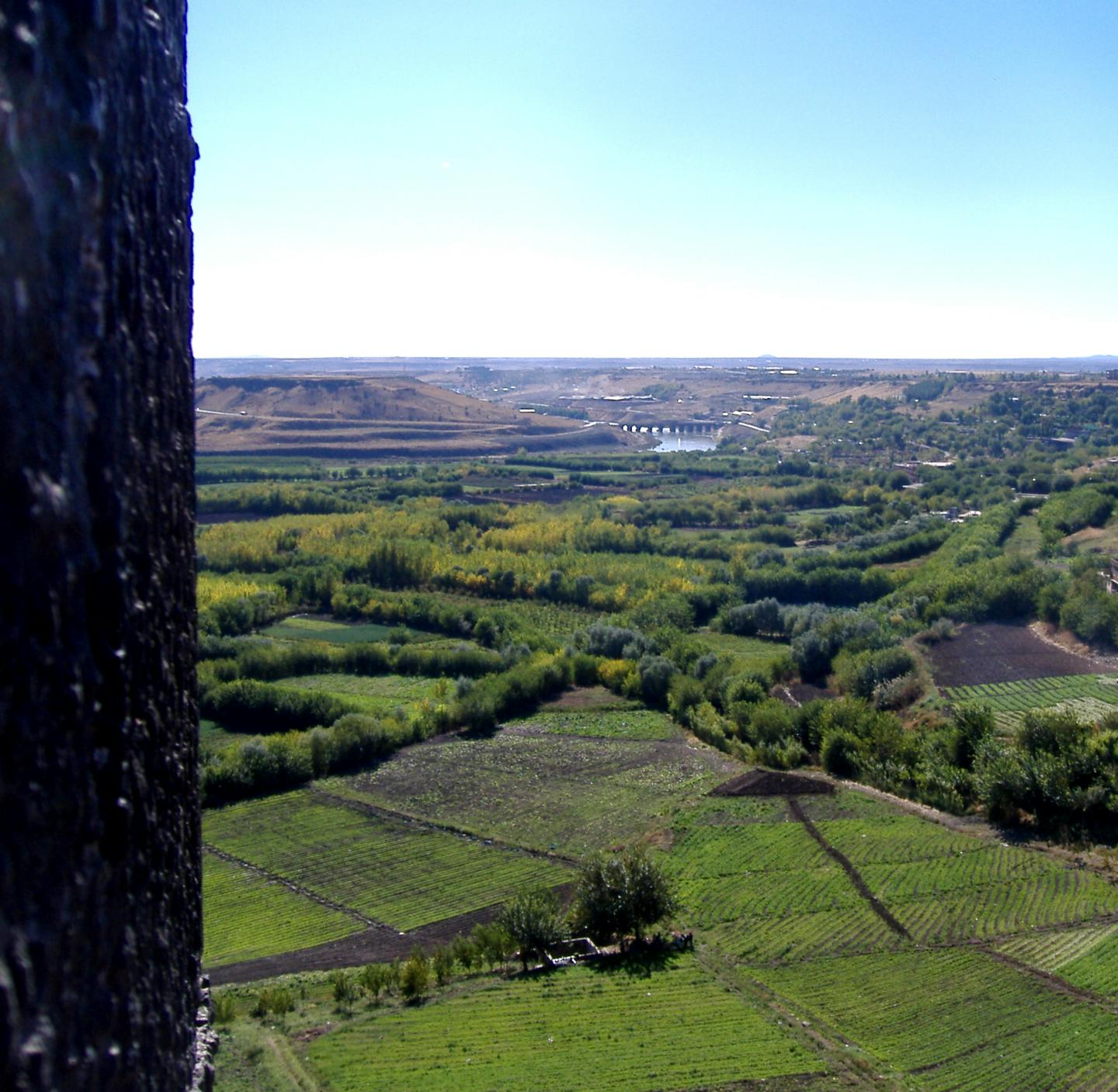
Pianura del fiume Tigri a Diyarbakır (Turchia)

La Mezzaluna Fertile (in arabo: الهلال الخصيب al-hilāl al-ḫaṣīb; in ebraico: הסהר הפורה ha-sahar ha-porah) è una regione storica del Medio Oriente. Nell'antichità si estendeva all'incirca sugli attuali stati di Egitto, Israele, Palestina, Giordania, Libano, Siria, Turchia, Iraq, Kuwait, Iran e Arabia Saudita.
L'espressione "Mezzaluna Fertile" (Fertile Crescent) fu ideata negli anni venti del Novecento dall'archeologo James Henry Breasted dell'Università di Chicago. 
Questa regione viene spesso definita come la "culla della civiltà" grazie alla sua straordinaria importanza nella storia umana dal Neolitico all'età del bronzo e del ferro. Fu nelle valli fertili dei quattro grandi fiumi della regione (Nilo, Giordano, Tigri ed Eufrate) che si svilupparono le prime civiltà agricole e le prime grandi formazioni statali dell'antichità. I Sumeri, in particolare, ritenuti i rappresentanti della prima civiltà stanziale della storia nonché i primi inventori della scrittura, si stabilirono in Mesopotamia nel V millennio a.C. dando inizio all'epoca delle civiltà mesopotamiche.

## Origine del termine
Il termine "Mezzaluna fertile" ("fertile crescent" in inglese) fu coniato da James Henry Breasted nel suo libro Ancient Times - A History of the Early World, in cui afferma:
()

## Storia

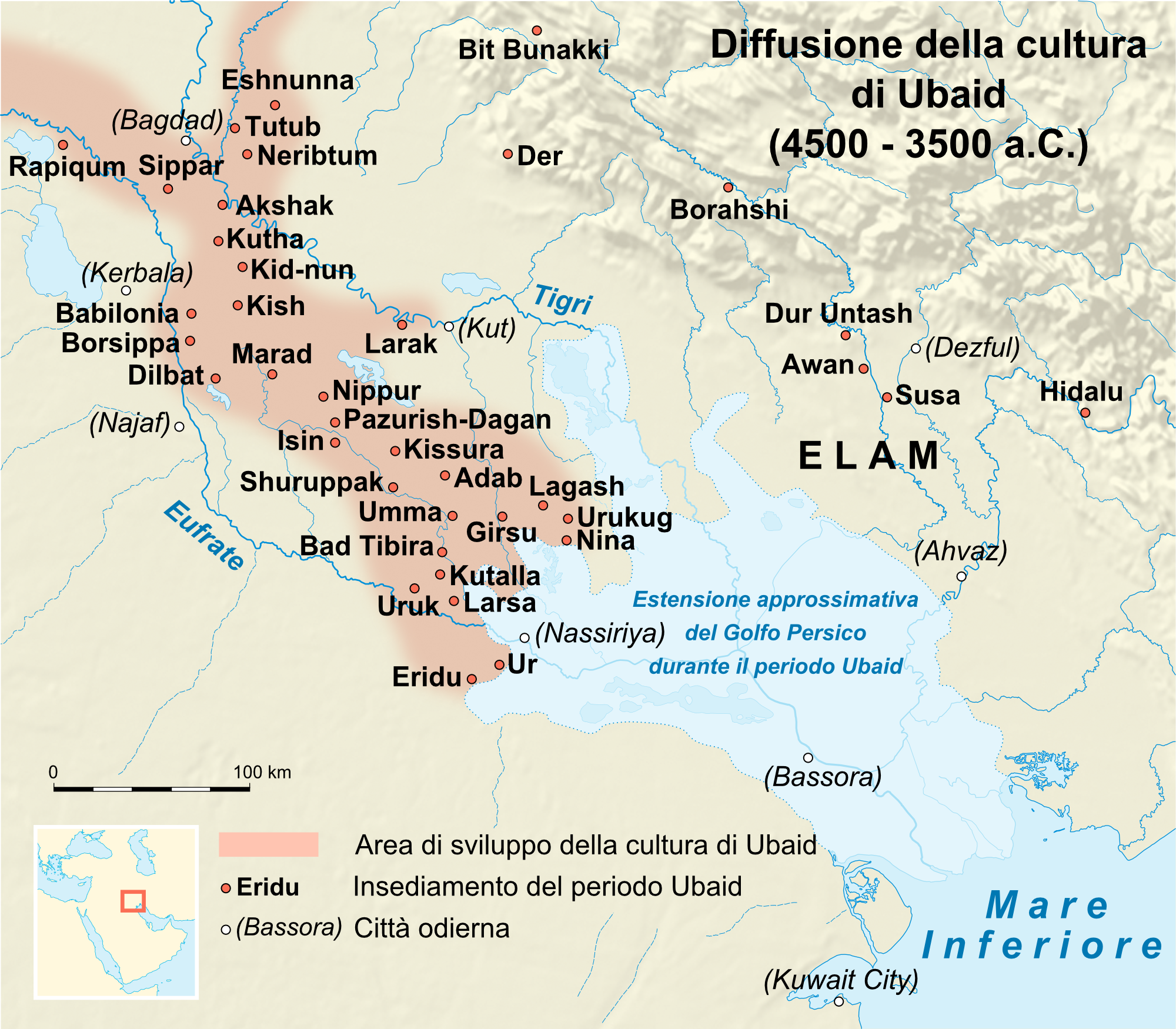
Estensione approssimativa della cultura di Ubaid, nei periodi "classico" e "tardo"

I più antichi reperti ritrovati nella Mezzaluna Fertile dimostrano la presenza di umani antecedenti all'Homo sapiens (per esempio nella grotta di Kebara, in Israele). Manufatti in pietra più recenti furono realizzati da popolazioni di cacciatori-raccoglitori del Pleistocene e dell'Epipaleolitico (i Natufiani).
L'importanza della Mezzaluna Fertile è tuttavia associata soprattutto al Mesolitico e alla nascita dell'agricoltura. La zona occidentale attorno al Giordano e all'alto Eufrate diede le origini ai più antichi insediamenti neolitici noti, quelli del cosiddetto Neolitico A Pre-Ceramica o PPNA (Pre-Pottery Neolithic A), del IX millennio a.C. circa; a questo periodo risale per esempio il sito di Gerico. Attorno al Giordano, al Tigri e all'Eufrate si svilupparono le prime società complesse dell'età del bronzo; a quest'area si riconducono anche i primi esempi di sistemi di scrittura.
Diversi fattori fecero di questa regione il teatro ideale della rivoluzione agricola. Il clima della Mezzaluna Fertile era di tipo mediterraneo (con estati lunghe e secche e inverni miti e umidi); tale clima favorisce lo sviluppo di piante annuali con grossi semi e fusto non legnoso come le diverse specie di cereali e anche di legumi selvatici. Si trovavano nella regione le varianti selvatiche di quelle che sarebbero diventate le otto coltivazioni fondamentali del Neolitico: farro, einkorn (il progenitore del moderno frumento), orzo, lino, ceci, piselli, lenticchie e la Vicia ervilia, un legume simile alle lenticchie rosse. Inoltre erano presenti quattro delle cinque più importanti specie di animali da allevamento: mucche, capre, pecore e maiali; la quinta specie, il cavallo, non si trovava nella Mezzaluna ma era diffuso in regioni limitrofe.
Fin dall'età del bronzo la fertilità della Mezzaluna è stata favorita dall'irrigazione, in origine di carattere naturale dovuta alle esondazioni periodiche con deposito di limo fertile su cui venivano seminati direttamente i semi, in vaste pianure paludose (agriculture de decrue). Poi la necessità di mantenere efficienti le strutture di irrigazione, e di contrastare un sempre attivo processo di suolo salino (salinizzazione) ha fatto sì che la regione conoscesse momenti alterni di grande produttività e di forte declino, in funzione delle diverse culture e forme sociali che vi si sono formate o insediate. L'accesso alle acque fluviali è sempre stato storicamente un motivo di conflitto nella regione e in parte rimane tale in epoca contemporanea.

La Mezzaluna Fertile comprende, a partire dal XX secolo, quando fu coniato il termine, la regione della allora Palestina Britannica, Cisgiordania, Transgiordania e Mesopotamia, per divenire in seguito l'area occupata dagli stati di Israele, Giordania, Libano, Siria e dai territori della Striscia di Gaza e dell'Autorità Nazionale Palestinese e in una definizione più estensiva, anche l'Egitto, che devono fronteggiare molte altre difficoltà di natura economica, sociale e politica.